# Chropyňský rybník
Der Chropyňský rybník ist ein 24,09 Hektar großer Teich am Rand der Stadt Chropyně im Okres Kroměříž, Tschechien. Gespeist wird er von der Malá Bečva, einem Nebenarm der March. Die Wasserfläche steht seit 1925 wegen ihrer großen Lachmöwenkolonie und ausgedehnten Beständen der kritisch bedrohten Wassernuss unter Naturschutz. 

## Flora und Fauna
Das Ufer säumen kleine Baumgruppen, hauptsächlich Bastard-Pappeln und Schwarz-Erlen. Die Strauchschicht wird vorwiegend vom Liguster gebildet. Am Wasser wachsen Rohr-, Schilf- und Seggenried-Gesellschaften; hier dominieren der Schmalblättrige Rohrkolben und Schilfrohr. Die Population der (einjährigen) Wassernuss breitet sich normalerweise über mehrere Hektar aus und nimmt 2/3 der Wasseroberfläche ein. In der Mitte des Teiches liegt eine kleine, mit Holunderbüschen bewachsene Insel, auf der die Lachmöwen-Kolonie angesiedelt ist. In der Vergangenheit wurden hier bis zu 5.000 Paare gezählt. Der Teich und seine Umgebung dient auch weiteren 20 Wasservogelarten als Brutgebiet.

## Geschichte und ökologische Bedeutung
Der Teich ist einer der letzten Überreste eines Systems von etwa 14–16 künstlichen Wasserflächen, die im Mittelalter zwischen Kroměříž und Chropyně im Überschwemmungsgebiet der March angelegt wurden. Sie beschützten unter anderem eine Wasserfeste, die 1542 an Stelle des heutigen Schlosses erwähnt wird. Der Teich selbst ist seit dem 16. Jahrhundert bekannt. Er wurde Starý rybník (Alter Teich), später Zámecký rybník (Schlossteich) genannt. Heute trägt er den Namen der Stadt, von deren Bebauung er mittlerweile an drei Seiten umschlossen ist. Die hier traditionell betriebene Teichwirtschaft schadete der Wasservegetation nicht. Bereits 1925 erhielt der Teich den Status eines Naturdenkmals, 1954 wurde er zum Naturreservat erklärt. Erst die Intensivierung der Fischerei in der zweiten Hälfte des 20. Jahrhunderts gefährdete das ökologische Gleichgewicht. Im Jahr 1984 blieb infolge eines Herbizid-Einsatzes sogar die gesamte Wasserfläche ohne Vegetation. Der Schutzzweck des Reservats und die wirtschaftliche Nutzung stehen bis heute in Konkurrenz, eine abschließende Lösung ist noch nicht vorhanden. 1992 ist der Teich zum Nationalen Naturdenkmal Chropyňský rybník ausgerufen worden.